# Флоріан Заплетал
Заплетал Флоріан (чеськ. Florian Zapletal; 10 червня 1884, с. Бохорж, Чехія — 25 жовтня 1969, Прага) — чеський публіцист, історик, етнограф, мистецтвознавець, фотограф, дослідник закарпатської української культури.

## Біографія
У 1905 р. вступив на філософський факультет Карлового Університету у Празі — вивчав загальну історію у Томаша Масарика, літературу та мистецтвознавство. У 1907 р. йде на однорічну військову службу, яку проходив на Балканах — у Пулі та Любляні. Після повернення закінчує університет і продовжує вивчати мистецтвознавство у Віденському університеті у Макса Дворжака.
До Першої світової війни працював журналістом в Оломоуці та Пршерові. Здійснив кількамісячну студійну подорож до Італії.
В роки Першої світової війни був призваний до австро-угорської армії на Карпатському фронті. 14 листопада 1914 р. його частина добровільно здається у російський полон і через Львів, Київ, Москву потрапив у Нижній Новгород, де у таборі військовополонених розгорнув широку антиавстрійську діяльність.
У таборі Заплетал влаштував величне святкування 500-ліття з дня народження Яна Гуса. У 1915 р. вступив у чехословацьке військо, яке саме формувалося в Росії і працював редактором чеського часопису «Чехословак» (Čechoslovák), що виходив у Санкт-Петербурзі та Москві. Одночасно він вивчав мистецтво у Петербурзькому та Московському університетах (у Д. Сичова, К. Широцького, О. Бенуа та ін.).
З 1917 р. журнал Čechoslovák перестає виходити і Заплетал переходить до нового періодичного видання Československý deník, заснованого у Москві. У 1917 р. він особисто забезпечував перебування свого колишнього професора Т. Г. Масарика в Санкт-Петербурзі, де був безпосереднім свідком Жовтневого перевороту, що на його думку, був зовсім не революцією, а звичайнісіньким більшовицьким путчем.
Наприкінці 1918 р. повернувся до Чехословаччини, через два місяці після проголошення самостійної держави. З січня 1919 р. працював експертом східних справ Міністерської ради ЧСР. Одночасно він працював у відділі преси цієї установи. Його публіцистичні статті майже щодня з'являлися на сторінках чеських газет. Великий розголос мала 286-сторінкова книга «Album velezradcu» («Альбом державних зрадників», Прага, 1919). Це була «чорна книга» австрійської контррозвідки, в яку було занесено понад 1400 імен державних зрадників Австро-Угорської імперії з описом їхньої діяльності.
У травні 1919 р. Заплетала було призначено керівником прес-служби Підкарпатської Русі. У липні цього ж року він вирушив у першу шеститижневу подорож Закарпатською Україною та Східною Словаччиною, з якої повернувся до Праги з багатим матеріалом та яскравими враженнями. На їх основі художник Скрбек виготовив графічні роботи, які часто публікувалися у чеській пресі. У жовтні 1919 р. Заплетал повторив свою подорож на Закарпаття, основним предметом зацікавлень якої була дерев'яна церковна архітектура. За підсумками подорожей він письмово інформував празькі центральні органи влади про незадовільний стан охорони пам'яток культури на Закарпатській Україні і Пряшівщині.
У 1920 р. Заплетала призначають на посаду уповноваженого представника уряду Чехословаччини на Закарпатській Україні. Згодом він став особистим секретарем («персональним радником») першого губернатора Підкарпатської Русі Григорія Жатковича, який прибув на Закарпаття із США у квітні 1920 р. Заплетал переселився до Ужгорода і крім своїх службових обов'язків продовжував дописувати до кількох чеських газет, зокрема, щоденника «Tribuna» і фотографувати архітектуру. Як офіцер чехословацької армії (капітан) він не мав права публікувати статті на політичні теми, тому більшість з них з'являлися під різними криптонімами та псевдонімами.
Політичні обставини, головним чином, відставка Григорія Жатковича з посади губернатора, змусила Ф. Заплаетала залишити Закарпаття й у 1921 р. повернутися до Праги. Тут він працював урядовцем у Міністерстві оборони, згодом переходить до Військового історичного архіву, а пізніше (до 1939 р.) працює завідувачем відділу кінофото у Меморіалі визволення. У 1946 р. вийшов на пенсію.
Був активним членом багатьох наукових товариств. Впродовж усього життя мріяв написати монографію про дерев'яну архітектуру Закарпаття, однак не встиг здійснив цього задуму.

## Експедиції та дерев'яні церкви Закарпаття
У перший тиждень свого перебування на Закарпатській Україні, 10-17 червня 1919 р., Заплетал здійснив подорож у найвіддаленішу частину Закарпаття — Гуцульщину. Відвідав Хуст, Ясіня, Бичків, Тячів та інші населені пункти. Свою подорож описав у серії статей в газеті «Tribun». Наступного тижня він виїхав в околиці Скваляви й Перечина. Як свідчать його щоденники, листи та подорожні записники, до кінця 1920 р. він здійснив понад десять подорожей Закарпаттям і з кожної повертався з цінними фотографіями дерев'яних церков. Наступні дванадцять подорожей в різні райони Закарпаття і Східної Словаччини Заплетал здійснив у першій половині 1921 р. Зазвичай свої експедиції він поєднував зі службовими обов'язками. Губернатор Жаткович, який сам здобув в американських університетах знання бакалавра і майстра вільних мистецтв, підтримував його зацікавлення закарпатськими церквами й інколи дозволяв йому користуватися службовим автомобілем.
У 1922 р. в оломоуцькій газеті «Pozor» Заплетал опублікував одну з найцікавіших своїх статей — «Горянська ротонда» -, що згодом вийшла окремою книжкою. Він фактично відкрив цю пам'ятку науковому світу, бо до цього часу їй були присвячені лише дрібні згадки та замітки.
Перше узагальнене дослідження «Дерев'яні храми південнокарпатських русинів» Ф. Заплетал опублікував на початку 1923 р. у збірнику «Podkarpatska Rus». Невеличка за розміром стаття цінна тим, що в ній автор автор розглянув закарпатську церковну дерев'яну архітектуру як продукт роботи народного генія закарпатського селянства, створений на території органічного схрещення двох відмінних культур: східної та західної. Тут же він подав і оригінальну класифікацію дерев'яних церков Закарпаття, в основі якої поклав не кількість бань, як це робили попередні дослідники, а горизонтальний план церков. На основі такого критерію він встановив три основні типи дерев'яних церков південнокарпатських українців: перший — центральний (рівнораменний грецький хрест), другий — тридільний (три рівновеликі квадрати або прямокутники, розташовані на одній осі), третій — дводільний.
У тому ж 1923 р. Заплетал опублікував ще дві статті в галузі дерев'яної архітектури: «Турецький мотив в закарпатській церковній архітектурі» («Ceskoslovenska rebublika», ч. 273) та «Дерев'яна церква в с. Обава» («Ceskoslovenska rebublika», ч. 293).
Під час своє літної відпустки — з 26 липня до 17 серпня 1923 р. — Ф. Заплетал здійснив свою наступну поїздку на Закарпаття. Цього разу предметом його дослідження стали дерев'яні церкви області Маковиця у Східній Словаччині, з якими він вперше познайомився за 9 років перед тим під час військового походу на Східний фронт. Поселившись в Бардіївських купелях, він щодня здійснював піші подорожі у найвіддаленіші куточки Маковиці, і з кожної подорожі приносив нові фотографії. На своє велике розчарування, в багатьох селах він вже не знаходив дерев'яних церков, які були знищені під час війни або у повоєнний час. Найбільше враження на нього справили п'ятивежова церква у Біловежі, церкви у Трочанах та у Нижньому Мирошові. У квітні 1925 р. на сторінках газети «Pozor» Заплетал опублікував статтю про церкву у Біловежі, яка у тому ж році вийшла окремою брошурою під назвою «Beloveza».
У травні 1925 р. в газеті «28. rijen» (ч. 100, 101) він опублікував наступну узагальнюючу працю — «Про церкви Підкарпатської Русі».
Останню подорож на Закарпатську Україну Ф. Заплетал здійснив з 4 липня до 9 серпня 1925 р. Тоді він дослідив церковну дерев'яну архітектуру майже в 30 селах, розташованих у долинах рік Тересва, Теребля, Ріка і Тиса. Особливо плідною була його подорож в долину річки Ріка (Міжгірський та Хустський райони), де у 14 селах він зробив 130 фотографій, з яких лише дві виявились невдалими.

## Фотографії
|                    | Фотографії Флоріана Заплетала цікаві з кількох аспектів. По-перше, з історичного аспекту. Друге — це з аспекту етнографічного. Він фотографував прекрасні дерев’яні церкви, більшість з яких сьогодні вже не існує. Третє — це з художнього аспекту. Дійсно, попри те, що Заплетал був за професією військовим, він був визначним ученим – істориком та етнографом, але, перш за все, мистецтвознавцем. І сьогодні якщо ми хочемо, наприклад, відновлювати стан дерев’яних церков, то без його фотографій важко обійтися |
| — Микола Мушинка , | |

У 1967 р. подарував частину своєї бібліотеки Музею української культури в Свиднику. Другу частину, разом з архівом, подарував Миколі Мушинці. Складовою частиною архіву були 762 фотонегативи зі Східної Словаччини та Закарпатської України, знятих на скляних
пластинах розміром 9х12 см.
Матеріали опублікував в окремій книзі професор Торонтського університету Павло Магочі, у якій вміщено 247 фотографій і малюнків. Крім зображень храмів і дзвіниць, є цінні фотографії людей в народному одязі з сіл Ясіня, Діброва, Гусний, цікаві фотографії старих хат з сіл Пасіка, Горяни (1920 р.), фотографії Мукачева (1919 р.).
Словацький фотохудожник Штефан Поточняк із негативів Ф.3аплетала виготовив великоформатні фотографії, які у 90-х роках з успіхом експоновано у Празі, Пржерові, Братиславі, Ужгороді, Кошицях, Пряшеві, Свиднику та Гуменному.
Фотографії Ф.3аплетала з 1919—1925 років є вагомим внеском в історію народної культури Закарпаття та багатьох сфотографованих об'єктів нині вже немає або існують у зміненому вигляді.

## Публікації
Протягом 1923—1925 років опублікував у різних журналах:
- «Дерев'яні храми південно-карпатської Русі»,
- «Турецькі мотиви в русинській архітектурі»,
- «Про церкви Підкарпатської Русі»,
- «Вітраки в Чехії, на Моравії і Карпатській Русі»,
- «Дерев'яна церква в Трочанах на Східній Словаччині»,
- «Лемківський тип русинського храму».

## Книги
- «Альбом державних зрадників» (Прага, 1919), 286 с.
- «Русини і наші будителі» (Прага, 1921), в якій розповідається про зв'язки чехів із закарпатськими українцями
- «А. І. Добранський і наші русини р. 1848-51» (1927)

## Виноски
1. 1 2 3 4  Архів образотворчого мистецтва (Чехія)
2. 1 2 3  Чеська національна авторитетна база даних
3. 1 2 3  Vědecká knihovna v Olomouci REGO
4. ↑  Заплетал Ф. Дерев'яні церкви Закарпаття / Упоряд. М. Мушинка, М. Сорохман. — Ужгород-Прага: Видавництво Олександри Гаркуші, 2015. — с.3-4
5. ↑  Заплетал Ф. Дерев'яні церкви Закарпаття / Упоряд. М. Мушинка, М. Сорохман. — Ужгород-Прага: Видавництво Олександри Гаркуші, 2015. — с. 5
6. ↑  Радіо Свобода. Закарпаття і Гуцульщина на фотографіях початку 20 ст.